# ウイッテンマン・ルイス XNBL-1

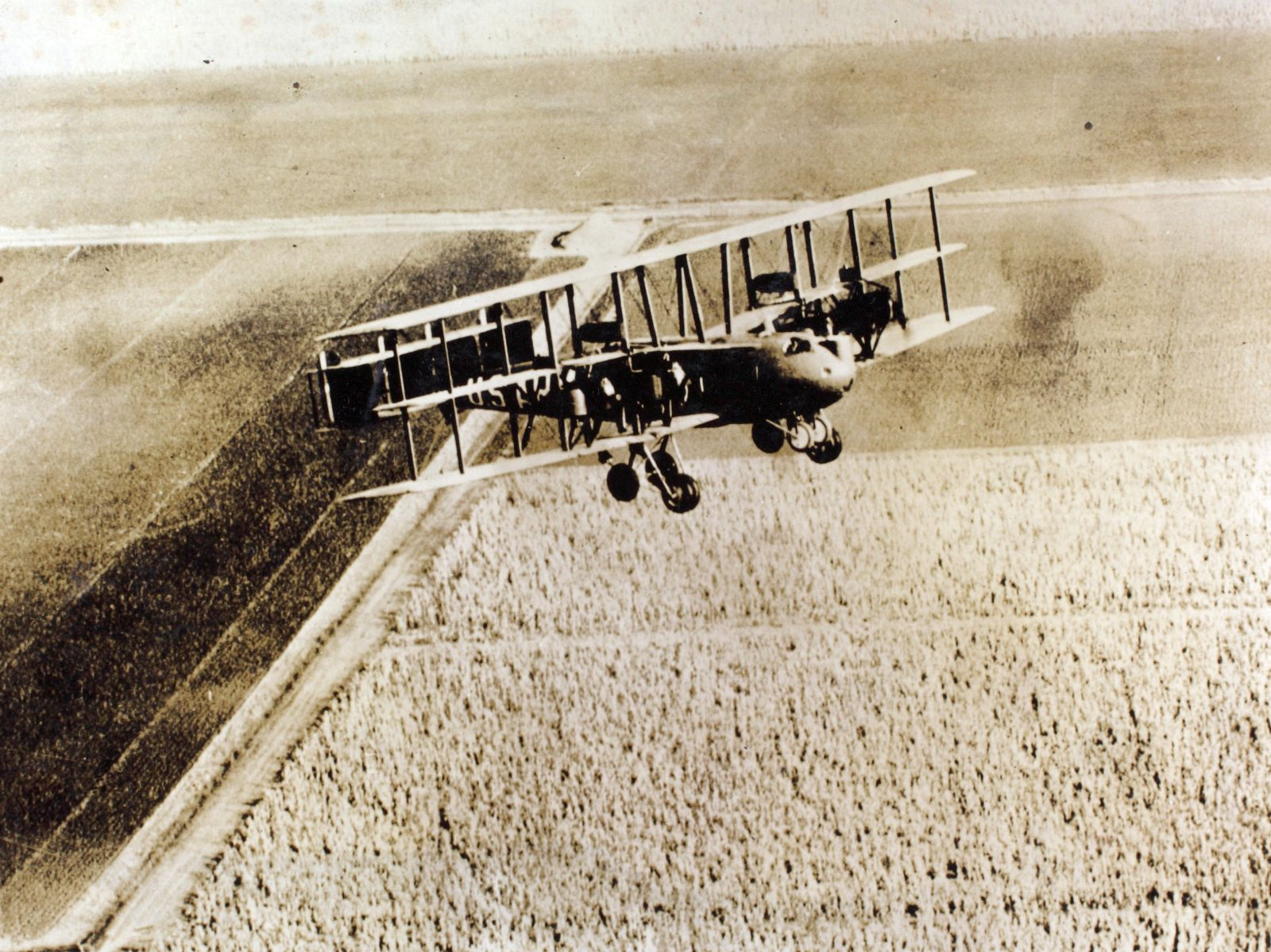
ウイッテンマン・ルイス XNBL-1

ウイッテンマン・ルイス XNBL-1（Witteman-Lewis XNBL-1 "Barling Bomber"）はアメリカ合衆国陸軍が1920年代の初めに開発した爆撃機である。戦略爆撃を行うために搭載量が大きく長距離飛行が可能な爆撃機をめざして開発されたが、失敗作となった。
XNBL-1(長距離、夜間爆撃実験機：Experimental Night Bomber, Long Range）はウォルター・バーリングによって設計された。バーリングはこれ以前に大型の三葉爆撃機、タラント テーバー(Tarrant Tabor)を設計していたが、テーバーは1919年の初飛行で転覆する事故をおこして破損していた。XNBL-1はテーバー同様6発機であったが、エンジン配置はテーバーのものから改めて、胴体と同じラインに並べるよう変更された。10個の車輪のうち2個は転覆防止のため前方に突き出して取り付けられた。デイトンのウィルバー・ライト飛行場で組み立てられ、総額 52万5千ドルの開発費が投じられた。
1923年8月22日に初飛行し、2,300 kgの爆弾を搭載できたが性能は悲惨なものであった。複雑な3枚の主翼と支柱、張線により大きな空気抵抗が生じ、全負荷状態では最高速度155 km/hでわずか270 kmしか飛行できなかった。短距離用として同時に開発されたマーチン NBS-1は900kgの爆弾を搭載して同じ速度で725 kmを飛行することができた。デイトンからワシントンへの飛行ではアパラチア山脈を越えることができず迂回しなければならなかった。
アルミ合金製の胴体部品の使用や、電気機器の採用、エンジン制御などに先進的な特徴があったが、格納庫の建設費用が70万ドルに達すると見積もられたこともあって量産されることはなく、試作機も放置された後1928年頃までには解体されてしまった。税金の無駄遣いだと批判されるのを恐れて、軍の高官が解体を命じたともされる。1935年にボーイング XB-15が製作されるまでアメリカで最も大きい航空機であった。

## 要目
- 乗員：7名
- 全長：19.81 m
- 全幅：36.58 m
- 全高：8.23 m
- 空虚重量：12,307 kg
- 全備重量：19,309 kg
- エンジン： 6×Liberty L-12A,  (420 hp)
- 最高速度：154 km/h
- 巡航速度：100 km/h
- 巡航高度：2,350 m
- 航続距離：200 km(全備荷重時)
- 武装
  - 2300kgの爆弾搭載
  - 機銃：7 × 7.7mm機銃